# Jozef Cywinski
 (mai 2011).
Si vous disposez d'ouvrages ou d'articles de référence ou si vous connaissez des sites web de qualité traitant du thème abordé ici, merci de compléter l'article en donnant les références utiles à sa vérifiabilité et en les liant à la section « Notes et références ».
Jozef Cywinski, né le 13 mars 1936 à Varsovie, en Pologne, est un scientifique américain de renommée internationale, spécialiste dans le domaine de l'ingénierie biomédicale et en particulier dans l'électrostimulation. Ses travaux sont à l'origine de 12 brevets, deux livres et plus de 100 articles de recherche. Il a développé plusieurs dispositifs médicaux tels que des stimulateurs cardiaques (ou pacemaker), des PACS (Picture archiving and communication systems), des stimulateurs musculaires électriques (EMS), des TENS (neurostimulation électrique transcutanée) et Veinoplus, un dispositif activant la pompe musculaire du mollet.

## Biographie

### Enfance
Jozef Cywinski est né le 13 mars 1936 à Varsovie, en Pologne et y a vécu jusqu'en 1944. Sa famille déménage ensuite à Bielsko en Silésie et vit dans la pauvreté durant les années d'après-guerre. Malgré cela, grâce à des professeurs de Lvov et de l'université de Vilnius, Jozef acquiert rapidement une formation hautement sophistiquée. Il obtient son baccalauréat (High School im. Pawla Findera) en 1952, à l'âge de 16 ans, et est immédiatement admis à l'université pour étudier ses deux sujets de prédilection : l'ingénierie et la médecine.

### Formation initiale et diplômes
- 1952-1960 : Jozef Cywinski étudie à l'École polytechnique de Varsovie (Polytechnique Warszawska) et à l'université de médecine de Varsovie. En 1960, il obtient un Master en Science, spécialisé dans l'électronique médicale et les télécommunications (Master of Science in Medical Electronics and Telecom-Engineer).
- 1964-1967 : pour ses études post-doctorales, il travaille à l'Institut de cardiologie, à l'université de médecine de Varsovie, comme directeur du laboratoire d'électronique médicale. Il rédige plusieurs articles sur l'électrostimulation des organes et réalise sa thèse sur l'analyse automatique des radiochromatogrammes du sang. Durant cette période, il a également développé un pacemaker externe synchrone de l'onde P[1] et une nouvelle technique pour l'enregistrement des électrocardiogrammes[2].
- 1967 : il obtient un double doctorat ès sciences en bio-ingénierie et en médecine (Doctorate of Science in Bioengineering and Medicine) à l'École polytechnique de Varsovie pour les études poursuivies conjointement dans les écoles de médecine à Varsovie et à Wroclaw.
- 1967 : via la France, il immigre aux États-Unis et rejoint l'université de Pennsylvanie.

### Carrière professionnelle
- 1960-1967 : pendant ses études à Polytechnic Warszawska, Jozef Cywinski cofonde Ridan Instruments, Varsovie, Pologne. Là, il développe et fabrique une ligne de stimulateurs neuromusculaires Diadynamic et des dispositifs pour analyser le pH et la pCO2 du sang ;
- mai 1967 – novembre 1967 : en France, il développe en partenariat avec les États-Unis le premier dispositif de transmission satellite pour le télédiagnostic de vectocardiogrammes (hôpital Foch à Suresnes, Paris, avec le professeur Koechlin). Cela a été retransmis en direct à l'université de Tours au  général de Gaulle et au gouvernement français le 14 juillet 1967. Par la suite, il a été engagé par M. Beauregard, PDG d'ELA à Montrouge, où il a développé le premier stimulateur cardiaque implantable européen[réf. souhaitée] (mis au point par le Dr Mugica à l'hôpital de la Pitié-Salpêtrière). Ce dispositif est devenu une référence pour le groupe  ELA-SORIN qui fournit actuellement des stimulateurs cardiaques implantables pour l'Europe ;
- novembre 1967 — août 1969 : il devient associé de recherche à Bockus Research, Université de Pennsylvanie, Philadelphie, et rejoint le programme de cœur artificiel des  NIH. Il a développé un modèle informatique analogique du contrôle neural du cœur[3] ;
- 1969 — 1970 : il exerce en tant que professeur agrégé de radiologie et de génie électrique (associate professor of Radiology and Electrical Engineering) à l'université de Missouri School of Medicine. Conjointement avec l'université Columbia School of Engineering, il met au point et dispense des cours sur les dispositifs électroniques à visée diagnostique et thérapeutique ;
- 1970 — 1982 : en tant que principal adjoint en anesthésiologie et génie biomédical (Principal Associate in Anesthesiology and Biomedical Engineering) à Harvard Medical School, Boston, dans le Massachusetts, il axe ses recherches sur la sécurité de la stimulation électrique[4]. Ses recherches sont à l'origine de la norme de sécurité sur les stimulateurs électriques universellement reconnue et signée aujourd'hui par l'AAMI (Association for the Advancement of Medical Instrumentation, Bureau national américain des normes) et par la FDA (Food and Drug Administration)[5]. Dans son laboratoire MGH il développe également des dispositifs et des méthodes de surveillance (monitoring) des patients[6],[7], ainsi que des stimulateurs pour soulager la douleur et aider à la guérison des fractures osseuses[8]. En parallèle, il crée et devient directeur du département de génie médical dans l'un des leaders mondiaux des soins de santé : le Massachusetts General Hospital (MGH) à Boston. Ses activités comprenaient la planification, le développement, l'achat et le service de surveillance des patients dans cet hôpital de plus de 2 000 lits[9] ;
- 1971 — 1982 : simultanément, il est maître de conférence au Massachusetts Institute of Technology (MIT). Il établit un programme HST-510 (Health Science and Technology) enseigné au cours du deuxième cycle en génie médical. Dans le même temps, il développe des cellules d'alimentation bio-galvaniques implantables et des stimulateurs cardiaques[10],[11] ;
- 1982 — 1986 : Jozef a été vice-président et cofondateur de Medinet, Inc, New York. Cette entreprise a commercialisé en première mondiale les PACS (Picture Archiving and Communication System) ainsi que des postes de travail d'imagerie médicale pour les scanners à ultrasons Doppler[12] ;
- 1976 — 1993 : il a été président et fondateur d'une société de conseil en technologies médicales : Corsan Engineering Inc, à Duxbury, Massachusetts et Rockville Centre, New York. La liste des clients de Corsan comprenait Agfa-Matrix, Bio-Medical Research Ltd, Du Pont, IBM-Medical, Med. & Biol. Instruments Inc, Philips-Medical, Siemens-Medical, Sony-Medical ou encore Vitatron NV ;
- 1986 — 1993 : il développe et brevette un « dispositif de stimulation neuromusculaire trophique » utilisant les MUAP (Motor Unit Action Potential)[13] ;
- 1989 — 1993 : il était le vice-président et cofondateur de Secura Ltd, Varsovie, Pologne (en partenariat avec The Polish American Enterprise Fund et l'École polytechnique de Varsovie). Cette société commercialise des dispositifs d'ultrafiltration dont les applications sont médicales, industrielles mais aussi environnementales ;
- 1994 — 2005 : il était le directeur général, PDG et cofondateur de Valmed, SA, Sion, Suisse. Valmed fabrique et distribue des stimulateurs neuromusculaires pour la physiothérapie et la médecine sportive brevetés par Cywinski ;
- 1995 — 2007 : simultanément, il fonde et préside l'Institut de Technologie Médicale (ITM), Sion-Orsières, Suisse. ITM est une fondation à but non lucratif pour la R&D des nouvelles technologies médicales ;
- 1999 — 2002 : en tant que visiting professor au département des sciences de la santé à l'université de Londres-Est, Royaume-Uni, son institut participe à des programmes de recherche inter-universitaires et internationaux. Cela se traduit par plusieurs publications dans le domaine de l'électrostimulation[14],[15],[16],[17] ;
- depuis 2005 : il est le responsable technique à Ad Rem Technology SARL, Paris, France, qui développe et distribue les stimulateurs Veinoplus ;
- depuis 2007 : il est le directeur général et fondateur de Emstim EURL, Paris, France, un institut de recherche pour le développement de dispositifs médicaux reconnu par le ministère de l'Enseignement supérieur. Avec l'aide d'Ad Rem technology, cela s'est traduit par l'invention de la technologie Veinoplus[18],[19].

### Distinctions professionnelles majeures
- 1968: Membre Sénior de l'IEEE (Institute of Electrical and Electronics Engineers)

- 1974: Certificat international en ingénierie clinique (Certificate in Clinical Engineering) délivré par l'AAMI (Association for the Advancement of Medical Instrumentation)

- 1978: Fellow of the American College of Cardiology (FACC)

## Publications

### Sélection de travaux de recherche (1965-1970)
- J. Cywinski, M. Stopczyk. « Differential calculations of biological electrograms in the applications of cardiology » Postepy Hig. Med. Dosw. 1965;19(6):789-92. PMID 5863050
- J.K. Cywinski and W.J. Wajszczuk. « The recording of DC and very low frequency components of ECG » Med. Biol. Eng. 1966;4:179.
- Wajszczuk W.J., Cywinski J.K. « Observations on D.C. and very low frequency components of the electrocardiogram » Proc. Soc. Exp. Biol. Med. 1966;123(1):42-7. PMID 5924453
- J.K. Cywinski. The digital method of radio-chromatography analysis (in polish) Doctoral thesis at Dept. of Electronics, Technical University of Warsaw, Poland, mai 1967.
- M. Stopczyk et J.K. Cywinski. « An implantable ventricular-controlled cardiac pacemaker » Proc. of 7th Int. Conf. Med. Bio. Eng., p. 69, Stockholm, Sweden, August, 1967.
- (pl) M. Stopczyk et J.K. Cywinski. « [The effects of the electrical currents used for stimualtion and defibrillation of the heart] » (in Polish). Pol. Archiw. Med. Wewn. 1968;40:131.
- (en) J. Cywinski, M. Stopczyk. « Adaptation of stimulator controlled by heart impulses for clinical purposes » Pol. Arch. Med. Wewn. 1968;40(1):29-33. PMID 5638935
- J.K. Cywinski, A.C.K. Kutty et W.J. Wajzuck. An analogue of the nervous control of intrinsic cardiac pacemaker. Proc. 8th Int. Conf. On Med. Biol. Eng., p20-25, Chicago, July, 1969
- Z. Askanas, J.K. Cywinski, M. Stopczyk, Z. Kraszewski, L. Korczak, B. Bukowiecki. Tele-electrocardiographic equipment and its possibilities. In Materials Reh. Council of Int. Society of Cardiology, p123-130, Hohenried, West Germany, 1969
- E.L. Hall, J.K. Cywinski, G.E. Flaishchli and S.J. Dwyer. Digital filters for noise suppression in the exercise electrocardiogram. Proc. San Diego Biomed. Symposium, p23-26, 1970

### Sélection de travaux de recherche (1971-1985)
- J.K. Cywinski, A.W. Hahn and J.B. Cooper. Implantable transmitters powered by bio-galvanic cells. In proceedings of 1972 San Diego Biomedical Symposium, p113-120, published by San Diego Biomedical Symposium, 1972.
- J.K. Cywinski. Implantation of microelectronics and biotelemetry. In Engineering in the Hospital, NEREM Record, part 2, p 113-117, Boston, Ma. November, 1972
- J.K. Cywinski, H.H. Ali, R. Clintron, and R.S. Newbower. Neuromuscular Transmission Monitor. In proceedings of 27 ACEMB, p85, published by the Alliances for Engineering in Medecine and Biology, Chevy Chase, Md, October, 1974.
- J.K. Cywinski. Advances in Cardiac Pacemakers. New power Sources and Circuit Technology. In IEEE Intercon Conference Record, Session 2 : Electronic Instrumentation in Medecine, p2/4-1 to 2/4-4. Published by IEEE Inc., New-York, 1975.
- P.B. Kurnik, J.K. Cywinski, L.M. Zir, J.B. Newell, J.W. Harthorne. Frequency and amplitude analysis of endocardial electrograms. Implications for demand pacemaker design. Proceedings of International Conference on Biomedical Transducers, Additif aux actes du Colloque Biocapt 75, p A.I.9, 3-10, Paris, November, 1975.
- J.K. Cywinski. Biopotentials. Session Chairman at Colloque International sur les Capteurs Biomédicaux, Biocapt. 75, Paris, November 1975
- W.H. Harris, E.L. Thrasher, B.J-L. Moyen, R.H. Cobden, L.A. Davis, D.A. Mackenzie, J.K. Cywinski. Stimulation of fracture healing by direct current : an experimental study in dogs. In transactions of 22 Annual Conf. of orthopaedic Reseach Society, p.203, New Orleans, Louisiana, January, 1976.
- W.H. Harris, B. J-L. Moyen, E.L. Thrasher, L.A. Davis, R.H. Cobden, D.A. MacKenzie, J.K. Cywinski. Differential response to electrical stimulation : a distinction between induced osteogenesis in intact tibiae and the effect on fresh fracture defects in radii. Clinical Orthopaedics and Related Research p31-10, 1977
- W. Irnich, J.K. Cywinski, P.W. DeSalvo. Clinical Engineering at the Massachusette General Hospital in Boston (in German). Biomedizinische Technik. Band 22 s. 207-211, Heft 12/1977
- J.K. Cywinski, A.W. Hahn, F. Nichols and J.R. Easley. Performance of implanted biogalavanic pacemakers. PACE-pacing and Clinical Electrophysiology p117-125, Vol.1, n°1, Jan. 1978
- J.K. Cywinski. Transcutaneous stimulation. Roundtable Chairman, AAMI, 17th annual meeting, San Francisco, May, 1982
- J.K. Cywinski, L.M. Cywinski, L. Lee. Medical Image distribution, storageand retrieval network : the M/NET. Proceedings of SPIE vol. 418, p74-79. Publ. by Soc. for optical engineering SPIE May, 1983
- L.M. Cywinski, T.R. Cram, J. Cywinski. Medical Image viewing station design in a picture archiving and communication system (PACS). Proc. MEDCOMP 83 IEEE computer Soc. Int. Conf. SSept. 1983, Athens, Ohio
- J.K. Cywinski, L.M. Cywinski, L. Lee. Medical Image Distribution, Storage, and Retrieval Network : the M/NET. Proceedings of International Cofnerence PACS II on Medical Applications of PACS. SPIE Publications, Vol.418, p74-79, Bellingham, WA. 1983
- M. Gray, J.K. Cywinski, L.M. Cywinski. Features of a Networked Medical Image Workstation called M/NET. SPIE Proceedings of Thrid International Conference on PACS, vol 536, p117/125, Societyy of Photo-Optical Instrument. Engineers, Bellingham. WA. 1985

### Sélection de travaux de recherche (25 dernières années)
- J.K. Cywinski. Issues in automated handling and archiving of medical diagnostic images. IEEE Symposium on Policy Issues in Information and Communication Technologies in Medical Applications. IEEE cat N° UH 0181-8, p31-33 Rockville, Md. Sept. 1988
- G. Kidd, A. Maher, J.K. Cywinski. Programmable Muscle Stimulator. Brevet US 4712558  1988
- J.K. Cywinski, J.A. Vanden Brink. Review of Experience with PACS Cost Analysis Model. SPIE Proceedings, Medical Imaging III. Vol 1093, p535-538. SPIE Publ., Bellingham. WA. fEB. 1989
- J.K. Cywinski. Device for trophic stimulation of muscles. Brevet US 5350415
- A. Höflchner, E. Müller, J. Cywinski. Comparison of training effects on isometric strength of quadriceps femoris after training with electrical stimulation, voluntary exercise training and combined training. Presented and printed (abstract) in the Proceedings of the 4th Congress of the European College of Sport Science, Rome, July, 1999
- I.O.W. Man, M.C. Morrissey, J. Cywinski. Effect of neuromuscular electrical stimulation on knee swelling after knee surgery : preliminary findings. Phys. Ther. Vol 86, n°7, July 2000
- P. Flaction, J. Cywinski. Effects of Electrostimulation vs. physical training on quadriceps force difference : implications for skiers. p381-390 in Science and skiing, E. Müller et al, eds Verlagkovac, Hamburg, Germany, 2001.  (ISBN 3-8300-0287-4)
- I.O.W. Man, G.S. Lepar, M.C. Morrissey, J.K. Cywinski. Effect of neuromuscular electrical stimulation on foot/ankle volume during standing. Med. Sci. Sports Exerc. 35(4), p:630-4, Apr. 2003 PMID 12673147
- I.O.W. Man, M.C. Morrissey, J.K. Cywinski. Effects of neuromuscular electrical stimulation on ankle swelling in the early period after ankle sprain. Physical therapy. p53-65 Vol. 87, n°1. Jan. 2007